# Калаш
Кала́ш (каз. Қалаш) — село у складі Ордабасинського району Туркестанської області Казахстану. Входить до складу Буржарського сільського округу.
Населення — 155 осіб (2021; 222 у 2009, 281 у 1999, 372 у 1989).